# Promi Big Brother/Staffel 4
Die vierte Staffel der deutschen Reality-Show Promi Big Brother wurde vom 2. bis zum 16. September 2016 auf dem Privatsender Sat.1 ausgestrahlt.
Benjamin „Ben“ Tewaag wurde vom Publikum im Finale zum Gewinner der Staffel gekürt. Cathy Lugner wurde Zweite und Mario Basler erreichte den dritten Platz.

## Überblick
Nachdem die dritte Staffel nicht so erfolgreich gelaufen war wie die zweite Staffel, wurden auch in dieser Staffel einige Veränderungen durchgeführt. Statt des Bereiches „Keller“ gab es in dieser Staffel den Bereich „Kanal“. Außerdem haben sich die Anzahl der Kämpfer und die Art der Konsequenzen für die Duell-Arena verändert.
Darüber hinaus wurden erneut Veränderungen am Anbieter des Livestreams und bei den zusätzlichen Sendungen durchgeführt.

## Teilnehmer
Während der Einzugsshow am 2. September 2016 zogen sieben Kandidaten in das Haus ein. Zwei Tage vorher am 31. August 2016 zogen schon fünf Kandidaten in das Haus ein.
Edona James wurde am 5. September 2016 wegen wiederholter Regelverstöße aus dem Haus geworfen.  Als Ersatz zog einen Tag später Robin Bade ein.
| 1               | Benjamin „Ben“ Tewaag | Schauspieler, Sohn von Uschi Glas                                            | 2. September | 16. September | 15 (7▲; 8▼)  |
| 2               | Cathy Lugner          | Playmate, Ehefrau des Bauunternehmers Richard Lugner                         | 2. September | 16. September | 15 (5▲; 10▼) |
| 3               | Mario Basler          | Fußball-Nationalspieler, Fußball-Europameister 1996                          | 2. September | 16. September | 15 (9▲; 6▼)  |
| 4               | Natascha Ochsenknecht | Model, Schauspielerin, Ex-Ehefrau von Uwe Ochsenknecht                       | 2. September | 16. September | 15 (7▲; 8▼)  |
| 5               | Jessica Paszka        | Sängerin, Teilnehmerin bei Der Bachelor                                      | 31. August   | 16. September | 17 (8▲; 9▼)  |
| 6               | Frank Stäbler         | Europa- und Weltmeister im Ringen                                            | 31. August   | 15. September | 16 (7▲; 9▼)  |
| 7               | Joachim Witt          | Neue-Deutsche-Welle-Sänger                                                   | 2. September | 14. September | 13 (9▲; 4▼)  |
| 8               | Isa Jank              | Schauspielerin und ehemaliges Model, Darstellerin bei Verbotene Liebe        | 2. September | 14. September | 13 (4▲; 9▼)  |
| 9               | Marcus von Anhalt     | Adoptiv-Prinz, Bordellbetreiber                                              | 2. September | 12. September | 11 (3▲; 8▼)  |
| 10              | Robin Bade            | ehemaliger Moderator bei 9Live, mittlerweile bei 123tv                       | 6. September | 11. September | 06 (1▲; 5▼)  |
| 11              | Stephen Dürr          | Schauspieler                                                                 | 31. August   | 10. September | 11 (5▲; 6▼)  |
| 12              | Dolly Dollar          | Schauspielerin, Ex-Ehefrau von Helmut Zierl                                  | 31. August   | 9. September  | 10 (6▲; 4▼)  |
| 13              | Edona James           | Erotikmodel und DJ, Teilnehmerin bei Adam sucht Eva – Gestrandet im Paradies | 31. August   | 5. September  | 06 (6▼)      |
| Anmerkungen: 1. |                       |                                                                              |              |               |              |

Besucher
Am fünften Tag bekam Richard Lugner einen Gastauftritt, um mit seiner Frau Cathy zu reden. Sie hatte zwei Tage zuvor über Eheprobleme berichtet. Richard Lugner hatte sich anschließend negativ in den Medien über ihre Teilnahme an der Sendung geäußert, da sie gegen seinen Willen einzog und ihn nur kurz vor Einzug über ihre Teilnahme informiert hatte.
| Besucher       | Besuchstag   | Bemerkung                                                     |
| -------------- | ------------ | ------------------------------------------------------------- |
| Richard Lugner | 6. September | Richard Lugner besuchte Cathy Lugner für ein kurzes Gespräch. |

## Bewohnerverteilung
Wie in den letzten zwei Staffeln wurden die Teilnehmer vor der Ausstrahlung der Show durch die Produzenten in den jeweiligen Bereichen verteilt. Ab der ersten Sendung konnten die Teilnehmer und die Zuschauer jeweils durch Votings und mit Hilfe der Duell-Arena die Verteilung der Bewohner verändern.
| Bereiche und Bewohner             | Bereiche und Bewohner                                                                                       | Bereiche und Bewohner                                                                                       | Bereiche und Bewohner |
| Datum                             | Bewohner „Haus“                                                                                             | Bewohner „Kanal“                                                                                            | Bemerkungen |
| --------------------------------- | --- | --- | --- |
| 31. August und 01. September 2016 | Dolly, Edona, Jessica, Stephen und Frank zogen bereits am 31. August 2016 in den Bereich „Kanal“ ein        | Dolly, Edona, Jessica, Stephen und Frank zogen bereits am 31. August 2016 in den Bereich „Kanal“ ein        | |
| 31. August und 01. September 2016 | — | Dolly Edona Jessica Stephen Frank                                                                           | |
| 02. September 2016                | Natascha, Joachim, Mario, Ben, Cathy, Isa und Marcus zogen während der Einzugshow in den Bereich „Haus“ ein | Natascha, Joachim, Mario, Ben, Cathy, Isa und Marcus zogen während der Einzugshow in den Bereich „Haus“ ein | |
| 02. September 2016                | Marcus wechselte während der 1. Sendung vom „Haus“ in den „Kanal“                                           | Marcus wechselte während der 1. Sendung vom „Haus“ in den „Kanal“                                           | Zuschauerabstimmung |
| 02. September 2016                | Natascha Joachim Mario Ben Cathy Isa                                                                        | Dolly Edona Jessica Stephen Frank Marcus ▼                                                                  | |
| 03. September 2016                | Frank und Jessica wechselten während der 2. Sendung vom „Kanal“ ins „Haus“                                  | Frank und Jessica wechselten während der 2. Sendung vom „Kanal“ ins „Haus“                                  | Duell Arena |
| 03. September 2016                | Natascha und Ben wechselten während der 2. Sendung vom „Haus“ in den „Kanal“                                | | Duell Arena |
| 03. September 2016                | Dolly wechselte während der 2. Sendung vom „Kanal“ ins „Haus“                                               | Dolly wechselte während der 2. Sendung vom „Kanal“ ins „Haus“                                               | Entscheidung durch Bewohner von „Haus“ |
| 03. September 2016                | Cathy wechselte während der 2. Sendung vom „Haus“ in den „Kanal“                                            | Cathy wechselte während der 2. Sendung vom „Haus“ in den „Kanal“                                            | Zuschauerabstimmung |
| 03. September 2016                | Joachim Mario Isa Jessica ▲ Frank ▲ Dolly ▲                                                                 | Edona Stephen Marcus Cathy ▼ Ben ▼ Natascha ▼                                                               | |
| 04. September 2016                | Stephen wechselte während der 3. Sendung vom „Kanal“ ins „Haus“                                             | Stephen wechselte während der 3. Sendung vom „Kanal“ ins „Haus“                                             | Entscheidung durch Bewohner von „Haus“ |
| 04. September 2016                | Isa wechselte während der 3. Sendung vom „Haus“ in den „Kanal“                                              | Isa wechselte während der 3. Sendung vom „Haus“ in den „Kanal“                                              | Zuschauerabstimmung |
| 04. September 2016                | Joachim Mario Jessica Frank Dolly Stephen▲                                                                  | Edona Marcus Cathy Ben Natascha Isa▼                                                                        | |
| 05. September 2016                | Natascha wechselte während der 4. Sendung vom „Kanal“ ins „Haus“                                            | Natascha wechselte während der 4. Sendung vom „Kanal“ ins „Haus“                                            | Entscheidung durch Bewohner von „Haus“ |
| 05. September 2016                | Mario wechselte während der 4. Sendung vom „Haus“ in den „Kanal“                                            | Mario wechselte während der 4. Sendung vom „Haus“ in den „Kanal“                                            | Zuschauerabstimmung |
| 05. September 2016                | Joachim Jessica Frank Dolly Stephen Natascha▲                                                               | Edona Marcus Cathy Ben Isa Mario▼                                                                           | Edona musste vor der 4. Sendung aufgrund wiederholter Regelverstöße das Haus verlassen |
| 06. September 2016                | Robin zog während der 5. Sendung in den Bereich „Kanal“ ein                                                 | Robin zog während der 5. Sendung in den Bereich „Kanal“ ein                                                 | Ersatz für Edona |
| 06. September 2016                | Marcus wechselte während der 5. Sendung vom „Kanal“ ins „Haus“                                              | Marcus wechselte während der 5. Sendung vom „Kanal“ ins „Haus“                                              | Entscheidung von Joachim |
| 06. September 2016                | Frank wechselte während der 5. Sendung vom „Haus“ in den „Kanal“                                            | Frank wechselte während der 5. Sendung vom „Haus“ in den „Kanal“                                            | Entscheidung von Robin |
| 06. September 2016                | Joachim Jessica Dolly Stephen Natascha Marcus▲                                                              | Cathy Ben Isa Mario Robin Frank▼                                                                            | |
| 07. September 2016                | Cathy wechselte während der 6. Sendung vom „Kanal“ ins „Haus“                                               | Cathy wechselte während der 6. Sendung vom „Kanal“ ins „Haus“                                               | Entscheidung durch Bewohner von „Haus“ |
| 07. September 2016                | Jessica wechselte während der 6. Sendung vom „Haus“ in den „Kanal“                                          | Jessica wechselte während der 6. Sendung vom „Haus“ in den „Kanal“                                          | Zuschauerabstimmung |
| 07. September 2016                | Joachim Dolly Stephen Natascha Marcus Cathy▲                                                                | Ben Isa Mario Robin Frank Jessica▼                                                                          | |
| 08. September 2016                | Isa wechselte während der 7. Sendung vom „Kanal“ ins „Haus“.                                                | Isa wechselte während der 7. Sendung vom „Kanal“ ins „Haus“.                                                | Entscheidung durch Bewohner von „Haus“ bzw. Ben verzichtete freiwillig für einen Aufstieg ins Haus |
| 08. September 2016                | Isa wechselte während der 7. Sendung vom „Haus“ in den „Kanal“                                              | Isa wechselte während der 7. Sendung vom „Haus“ in den „Kanal“                                              | Zuschauerabstimmung |
| 08. September 2016                | Joachim Dolly Stephen Natascha Marcus Cathy                                                                 | Ben Isa▲▼ Mario Robin Frank Jessica                                                                         | |
| 09. September 2016                | Bewohner von „Haus“ und von „Kanal“ tauschten ihre Bereiche                                                 | Bewohner von „Haus“ und von „Kanal“ tauschten ihre Bereiche                                                 | Duell Arena |
| 09. September 2016                | Ben▲ Isa▲ Mario▲ Robin▲ Frank▲ Jessica▲                                                                     | Joachim▼ Dolly▼ Stephen▼ Natascha▼ Marcus▼ Cathy▼                                                           | Dolly bekam die wenigsten Anrufe und musste somit das Haus verlassen. |
| 10. September 2016                | Robin und Joachim tauschten ihre Bereiche                                                                   | Robin und Joachim tauschten ihre Bereiche                                                                   | Duell Arena |
| 10. September 2016                | Ben Isa Mario Frank Jessica Joachim▲                                                                        | Stephen Natascha Marcus Cathy Robin▼                                                                        | Stephen bekam die wenigsten Anrufe und musste somit das Haus verlassen. |
| 11. September 2016                | Isa wechselte während der 10. Sendung vom „Haus“ in den „Kanal“                                             | Isa wechselte während der 10. Sendung vom „Haus“ in den „Kanal“                                             | Isa wechselte freiwillig ihren Bereich |
| 11. September 2016                | Ben Mario Frank Jessica Joachim                                                                             | Natascha Marcus Cathy Robin Isa▼                                                                            | Robin bekam die wenigsten Anrufe und musste somit das Haus verlassen. |
| 12. September 2016                | Joachim wechselte während der 11. Sendung vom „Haus“ in den „Kanal“                                         | Joachim wechselte während der 11. Sendung vom „Haus“ in den „Kanal“                                         | Zuschauerabstimmung |
| 12. September 2016                | Ben Mario Frank Jessica                                                                                     | Natascha Marcus Cathy Isa Joachim▼                                                                          | Marcus bekam die wenigsten Anrufe und musste somit das Haus verlassen. |
| 13. September 2016                | Natascha und Cathy wechselte während der 12. Sendung vom „Kanal“ ins „Haus“.                                | Natascha und Cathy wechselte während der 12. Sendung vom „Kanal“ ins „Haus“.                                | Duell Arena |
| 13. September 2016                | Jessica und Frank wechselte während der 12. Sendung vom „Haus“ in den „Kanal“                               | | Duell Arena |
| 13. September 2016                | Ben Mario Natascha▲ Cathy▲                                                                                  | Isa Joachim Frank▼ Jessica▼                                                                                 | |
| 14. September 2016                | Ben Mario Natascha Cathy                                                                                    | Isa Joachim Frank Jessica                                                                                   | Isa und Joachim bekamen die wenigsten Anrufe und mussten somit das Haus verlassen. |
| 15. September 2016                | Bewohner von „Haus“ wechselten am Morgen des 15. Septembers vom „Haus“ in den „Kanal“                       | Bewohner von „Haus“ wechselten am Morgen des 15. Septembers vom „Haus“ in den „Kanal“                       | Zusammenführung |
| 15. September 2016                | | Frank Jessica Ben▼ Mario▼ Natascha▼ Cathy▼                                                                  | Frank bekam die wenigsten Anrufe und musste somit das Haus verlassen. |
| 16. September 2016                | | Jessica Ben Mario Natascha Cathy                                                                            | Jessica musste das Haus während des Finales als Erste verlassen. Ihr folgten später Natascha und Mario. Cathy bekam weniger Anrufe als Ben und musste somit das Haus auch verlassen. Ben gewann somit die vierte Staffel. |

## Duelle
Wie bereits im Vorjahr fanden auch dieses Jahr wieder Duelle in der „Duell-Arena“ zwischen den Bereichen statt. „Big Brother“ bestimmte jeweils einen oder mehrere Bewohner vom Bereich „Haus“ und „Kanal“, die in der Duell-Arena antreten müssen. In der Duell-Arena absolvierten die beiden Teams ein Spiel und der Verlierer musste mit Konsequenzen für seinen Wohnbereich rechnen. Bei einem Unentschieden gewannen immer die Bewohner im „Haus“. Die Duelle hatten jeweils positive Auswirkungen auf den Gewinnerbereich bzw. die Gewinner und negative Auswirkungen für den Verliererbereich bzw. die Verlierer.
| Duelle             | Duelle                         | Duelle                          | Duelle                  | Duelle                                   | Duelle |
| Datum              | Kandidat „Haus“                | Kandidat „Kanal“                | Spiel                   | Gewinner                                 | Konsequenz |
| ------------------ | ------------------------------ | ------------------------------- | ----------------------- | ---------------------------------------- | --- |
| 02. September 2016 | Cathy Joachim                  | Dolly Jessica                   | „Drehkarusell“          | Cathy Joachim                            | Bewohner behalten ihre Bereiche |
| 03. September 2016 | Ben (Unterstützerin: Natascha) | Frank (Unterstützerin: Jessica) | „Frische Wäsche“        | Frank Jessica                            | Belohnung: Frank und Jessica tauschen den Bereich mit Natascha und Ben |
| 04. September 2016 | Mario Isa                      | Marcus Edona                    | „Farbenblind“           | Mario Isa                                | Bestrafung: Marcus und Edona müssen in den nächsten 24 Stunden ein T-Shirt mit zwei Halsausschnitten tragen.                                                                                  |
| 05. September 2016 | Dolly Stephen Joachim          | Natascha Marcus Ben             | „Irrlichter“            | Dolly Stephen Joachim                    | Belohnung: Bewohner von „Haus“ dürfen eine Party feiern. |
| 06. September 2016 | Joachim                        | Robin                           | „Wusch am Bau“          | Joachim                                  | Joachim darf einen Bewohner vom „Kanal“ wählen, der ins „Haus“ wechselt. Robin muss einen Bewohner vom „Haus“ wählen, der in den „Kanal“ wechselt.                                            |
| 07. September 2016 | Dolly                          | Isa                             | „Fingerhakeln“          | Dolly (1:0)                              | Bewohner behalten ihre Bereiche |
| 07. September 2016 | Jessica                        | Cathy                           | „Fingerhakeln“          | Jessica (2:0)                            | Bewohner behalten ihre Bereiche |
| 07. September 2016 | Marcus                         | Ben                             | „Fingerhakeln“          | Ben (2:1)                                | Bewohner behalten ihre Bereiche |
| 07. September 2016 | Joachim                        | Robin                           | „Fingerhakeln“          | Joachim (3:1)                            | Bewohner behalten ihre Bereiche |
| 08. September 2016 | Stephen                        | Mario                           | „Münzhaken“             | Stephen (unentschieden)                  | Belohnung: Stephen genießt für die kommende Nominierung Nominierungsschutz. Bestrafung: Mario steht als Verlierer auf der Nominierungsliste.                                                  |
| 09. September 2016 | Marcus Dolly                   | Frank Jessica                   | „Schlammball“           | Frank Jessica                            | Belohnung: Bewohner von „Kanal“ tauschen den Bereich mit den Bewohnern von „Haus“ |
| 09. September 2016 | Jessica Robin Mario            | Stephen Natascha Cathy          | „Zähne zeigen“          | Jessica (2:2) Natascha (3:4) Cathy (3:7) | Belohnung: Stephen darf ein Telefonat mit einer Person außerhalb des Hauses führen. Bestrafung: Jessica muss mit einer Mundspange ein Telefonat mit einer Person außerhalb des Hauses führen. |
| 10. September 2016 | Robin                          | Joachim                         | „Operation Hüftschwung“ | Joachim                                  | Belohnung: Joachim tauscht den Bereich mit Robin. |
| 11. September 2016 | Mario                          | Marcus                          | „Gehirnjogging“         | Marcus                                   | Belohnung: Marcus genießt für die kommende Nominierung Nominierungsschutz. Bestrafung: Mario steht als Verlierer auf der Nominierungsliste.                                                   |
| 12. September 2016 | Ben Jessica Frank              | Natascha Marcus Cathy           | „Kühlkette“             | Ben Jessica Frank                        | Belohnung: Ben, Jessica und Frank erhalten jeweils eine persönliche Videobotschaft. |
| 13. September 2016 | Mario                          | Joachim                         | „Poker“                 | Mario                                    | Belohnung: Mario bleibt im oberen Bereich. Bestrafung: Joachim bleibt im unteren Bereich. |
| 13. September 2016 | Jessica                        | Natascha                        | „Poker“                 | Natascha                                 | Belohnung: Natascha wechselt in den oberen Bereich. Bestrafung: Jessica wechselt in den unteren Bereich.                                                                                      |
| 13. September 2016 | Ben                            | Isa                             | „Poker“                 | Ben                                      | Belohnung: Ben bleibt im oberen Bereich. Bestrafung: Isa bleibt im unteren Bereich. |
| 13. September 2016 | Frank                          | Cathy                           | „Poker“                 | Cathy                                    | Belohnung: Cathy wechselt in den oberen Bereich. Bestrafung: Frank wechselt in den unteren Bereich.                                                                                           |
| 14. September 2016 | Mario Cathy                    | Joachim Jessica                 | „Tandem Fahrrad“        | Mario Cathy                              | Belohnung: Mario und Cathy dürfen für die kommende Nominierung zweimal nominieren. Bestrafung: Joachim und Jessica dürfen für die kommende Nominierung nicht nominieren.                      |
| 15. September 2016 |                                | Ben Frank                       | „Durchgedreht“          | Ben                                      | Belohnung: Ben genießt für die kommende Nominierung Nominierungsschutz. Bestrafung: Frank steht als Verlierer auf der Nominierungsliste.                                                      |

| Finalduelle        | Finalduelle   | Finalduelle   | Finalduelle        | Finalduelle | Finalduelle |
| Datum              | Finalkandidat | Finalkandidat | Spiel              | Gewinner    |             |
| ------------------ | ------------- | ------------- | ------------------ | ----------- | ----------- |
| 16. September 2016 | Cathy         | Ben           | „Raupenrennen“     | Cathy       |             |
| 16. September 2016 | Cathy         | Ben           | „Wörter schmecken“ | Ben         |             |

## Nominierungen
Ab dem 9. September 2016 nominierten in der Regel die Teilnehmer einen anderen Teilnehmer für das Zuschauervoting. Die Zuschauer bestimmen am Ende des Tages, wer von der Nominierungsliste das Haus verlassen muss. Am 13. September 2016 bzw. in der fünften Runde nominierten die Bewohner einen anderen Teilnehmer, der Nominierungsschutz bekommen soll. Die Kandidaten, die die wenigsten Stimmen hatte, wurden nominiert.
|                                                         | Runde 1 9. Sept. 2016                         | Runde 2 10. Sept. 2016       | Runde 3 11. Sept. 2016       | Runde 4 12. Sept. 2016       | Runde 5 13. Sept. 2016                 | Runde 6 14. Sept. 2016       | Halbfinale 15. Sept. 2016    | Finale 16. Sept. 2016        | Finale 16. Sept. 2016        |
| ------------------------------------------------------- | --------------------------------------------- | ---------------------------- | ---------------------------- | ---------------------------- | -------------------------------------- | ---------------------------- | ---------------------------- | ---------------------------- | ---------------------------- |
| Ben                                                     | Isa                                           | Keine Nominierung            | Robin Marcus                 | Frank                        | Mario                                  | Joachim                      | Mario                        | Gewinner                     | Gewinner                     |
| Cathy                                                   | Marcus                                        | Keine Nominierung            | Jessica Marcus               | Marcus                       | Frank                                  | Jessica Natascha             | Mario                        | Zweitplatzierte              | Zweitplatzierte              |
| Mario                                                   | Isa                                           | Keine Nominierung            | Robin Isa                    | Isa                          | Natascha                               | Joachim Cathy                | Cathy                        | Drittplatzierter             | Drittplatzierter             |
| Natascha                                                | Cathy                                         | Keine Nominierung            | Isa Jessica                  | Cathy                        | Mario                                  | Joachim                      | Mario                        | Viertplatzierte              | Viertplatzierte              |
| Jessica                                                 | Isa                                           | Keine Nominierung            | Robin Marcus                 | Marcus                       | Ben                                    | Keine Nominierung            | Cathy                        | Fünftplatzierte              | Fünftplatzierte              |
| Frank                                                   | Isa                                           | Keine Nominierung            | Robin Joachim                | Ben                          | Jessica                                | Cathy                        | Cathy                        | rausgewählt (15. Sept. 2016) | rausgewählt (15. Sept. 2016) |
| Joachim                                                 | Dolly                                         | Keine Nominierung            | Marcus Isa                   | Marcus                       | Frank                                  | Keine Nominierung            | rausgewählt (14. Sept. 2016) | rausgewählt (14. Sept. 2016) | rausgewählt (14. Sept. 2016) |
| Isa                                                     | Ben                                           | Keine Nominierung            | Joachim Ben                  | Ben                          | Cathy                                  | rausgewählt (14. Sept. 2016) | rausgewählt (14. Sept. 2016) | rausgewählt (14. Sept. 2016) | rausgewählt (14. Sept. 2016) |
| Marcus                                                  | Joachim                                       | Keine Nominierung            | Robin Joachim                | Joachim                      | rausgewählt (12. Sept. 2016)           | rausgewählt (12. Sept. 2016) | rausgewählt (12. Sept. 2016) | rausgewählt (12. Sept. 2016) | rausgewählt (12. Sept. 2016) |
| Robin                                                   | Ben                                           | Keine Nominierung            | Jessica Ben                  | rausgewählt (11. Sept. 2016) | rausgewählt (11. Sept. 2016)           | rausgewählt (11. Sept. 2016) | rausgewählt (11. Sept. 2016) | rausgewählt (11. Sept. 2016) | rausgewählt (11. Sept. 2016) |
| Stephen                                                 | Dolly                                         | Keine Nominierung            | rausgewählt (10. Sept. 2016) | rausgewählt (10. Sept. 2016) | rausgewählt (10. Sept. 2016)           | rausgewählt (10. Sept. 2016) | rausgewählt (10. Sept. 2016) | rausgewählt (10. Sept. 2016) | rausgewählt (10. Sept. 2016) |
| Dolly                                                   | Joachim                                       | rausgewählt (9. Sept. 2016)  | rausgewählt (9. Sept. 2016)  | rausgewählt (9. Sept. 2016)  | rausgewählt (9. Sept. 2016)            | rausgewählt (9. Sept. 2016)  | rausgewählt (9. Sept. 2016)  | rausgewählt (9. Sept. 2016)  | rausgewählt (9. Sept. 2016)  |
| Edona                                                   | rausgeworfen (5. Sept. 2016)                  | rausgeworfen (5. Sept. 2016) | rausgeworfen (5. Sept. 2016) | rausgeworfen (5. Sept. 2016) | rausgeworfen (5. Sept. 2016)           | rausgeworfen (5. Sept. 2016) | rausgeworfen (5. Sept. 2016) | rausgeworfen (5. Sept. 2016) | rausgeworfen (5. Sept. 2016) |
|                                                         | Runde 1 9. Sept. 2016                         | Runde 2 10. Sept. 2016       | Runde 3 11. Sept. 2016       | Runde 4 12. Sept. 2016       | Runde 5 13. Sept. 2016                 | Runde 6 14. Sept. 2016       | Halbfinale 15. Sept. 2016    | Finale 16. Sept. 2016        | Finale 16. Sept. 2016        |
| Rauswurf                                                | Edona                                         |                              |                              |                              |                                        |                              |                              |                              |                              |
| Nominierungs- schutz                                    | Stephen Bewohner „Kanal“ bzw. Bewohner „Haus“ |                              | Natascha                     |                              | Mario Frank Natascha Cathy Jessica Ben |                              | Ben                          |                              |                              |
| Nominiert                                               | Mario Isa Dolly Joachim                       | Alle Bewohner                | Mario Robin Marcus           | Marcus Ben                   | Isa Joachim                            | Joachim Cathy                | Frank Mario Cathy            |                              |                              |
| Rauswahl                                                | Dolly rausgewählt                             | Stephen rausgewählt          | Robin rausgewählt            | Marcus rausgewählt           | Isa rausgewählt                        | Joachim rausgewählt          | Frank rausgewählt            | Jessica                      | Natascha                     |
| Rauswahl                                                | Dolly rausgewählt                             | Stephen rausgewählt          | Robin rausgewählt            | Marcus rausgewählt           | Isa rausgewählt                        | Joachim rausgewählt          | Frank rausgewählt            | Mario                        | Cathy                        |
| Rauswahl                                                | Dolly rausgewählt                             | Stephen rausgewählt          | Robin rausgewählt            | Marcus rausgewählt           | Isa rausgewählt                        | Joachim rausgewählt          | Frank rausgewählt            | Ben                          |                              |
| Anmerkungen: 1. 2. 3. 4. 5. 6. 7. 8. 9. 10. 11. 12. 13. |                                               |                              |                              |                              |                                        |                              |                              |                              |                              |

## Ausstrahlung und Produktion

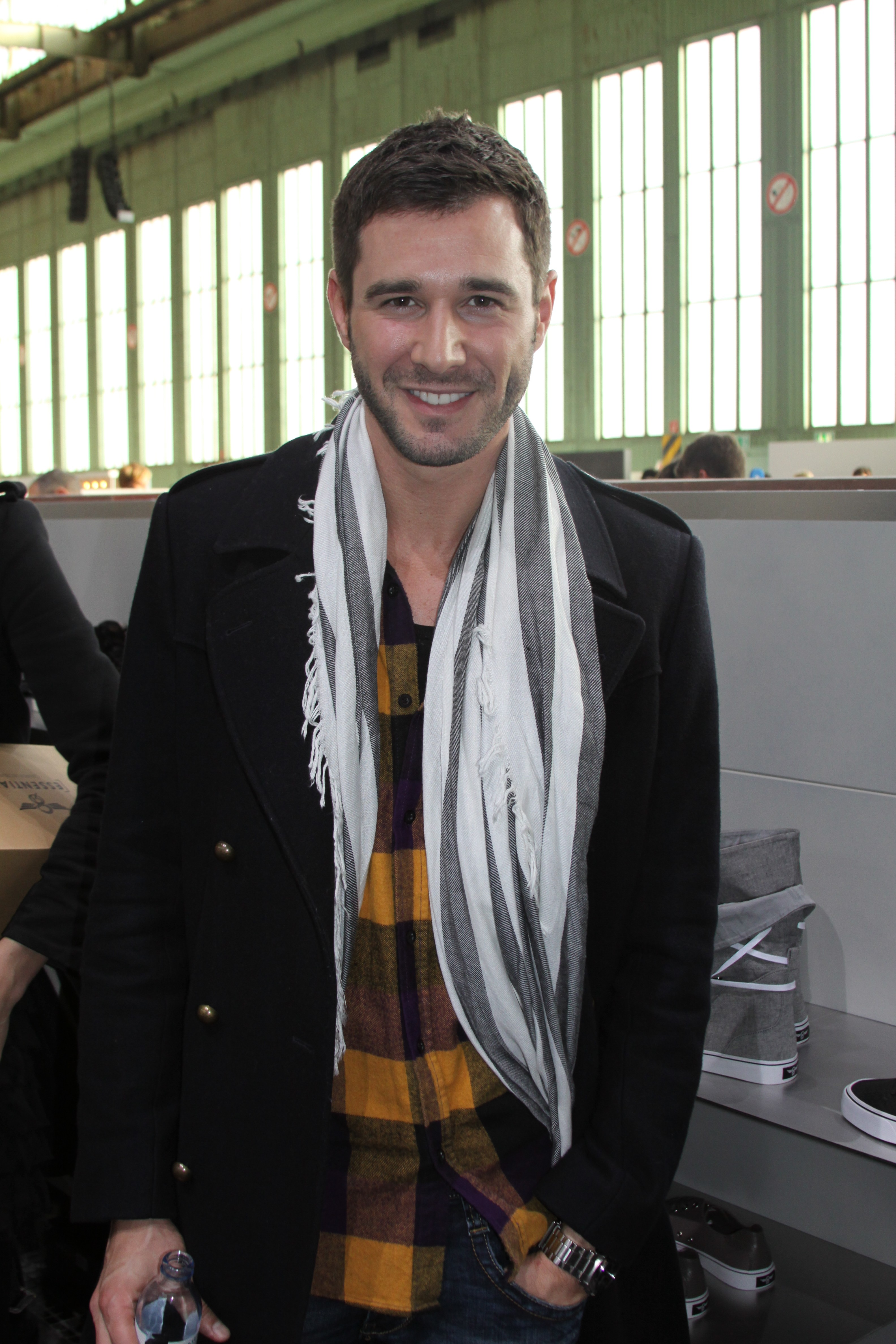
Der Moderator der vierten Staffel: Jochen Schropp

Das Ausstrahlungsschema der Show war dasselbe wie in den bisherigen Staffeln. Die fast vierstündige Einzugsshow wurde am Freitag, den 2. September 2016 ausgestrahlt. Am Freitag, den 9. September 2016 wurde eine weitere große Liveshow ausgestrahlt. Das Finale wurde am Freitag, den 16. September 2016 gesendet. An den restlichen Tagen wurden jeweils eine Tageszusammenfassung um 22:15 Uhr ausgestrahlt, wobei die Folgen gegen Mitternacht endeten, und nicht wie eigentlich geplant um ca. 23:15 Uhr.
| Montag                           | Dienstag                         | Mittwoch                         | Donnerstag                       | Freitag              | Samstag                          | Sonntag                          |
| -------------------------------- | -------------------------------- | -------------------------------- | -------------------------------- | -------------------- | -------------------------------- | -------------------------------- |
| Tageszusammenfassung (22:15 Uhr) | Tageszusammenfassung (22:15 Uhr) | Tageszusammenfassung (22:15 Uhr) | Tageszusammenfassung (22:15 Uhr) | Liveshow (20:15 Uhr) | Tageszusammenfassung (22:15 Uhr) | Tageszusammenfassung (22:15 Uhr) |

Die Moderation übernahm Jochen Schropp zum dritten Mal. Am 1. Juli 2016 wurde bekannt, dass Cindy aus Marzahn nicht mehr als „Mother of Big Brother“ auftreten wird. Stattdessen kommentierte die Teilnehmerin aus der dritten Staffel Désirée Nick als Sidekick das Geschehen. Des Weiteren berichtete der Gewinner der zweiten Staffel Aaron Troschke aus der „Web Lounge“, was in den sozialen Netzwerken über die Show gepostet wurde. Diese Staffel wurde ebenfalls im Coloneum der MMC Studios Köln produziert. Rebellen von Juno17 wurde als Titelsong der Staffel und als Übergang zu den Werbepausen genutzt.
Als Sprecher der Trailer und zusammenfassenden Kommentare war erneut Pat Murphy zu hören. Phil Daub übernahm erneut die menschliche Stimme von „Big Brother“.
Die Zeitung Bild bot über den Weblink stream.bild.de einen 24-Stunden-Livestream für die Bildplus-Nutzer an.

## Zusätzliche Sendungen

### Promi Big Brother – Newsshow
Auch in dieser Staffel moderierte Aaron Troschke, Gewinner der zweiten Staffel, wieder eine Webshow. Auf promibigbrother.de moderierte er die Webshow mit dem Titel „Newsshow“ im Anschluss an die Hauptsendung, kommentierte exklusive Clips aus dem Haus und begrüßte Ex-Bewohner zum Interview.

### Promi Big Brother – Die Late Night Show
Auch in dieser Staffel wurde die Live-Late-Night-Show, die von Jochen Bendel und Melissa Khalaj moderiert wurde, im Anschluss an die Hauptsendung auf dem privaten Fernsehsender sixx ausgestrahlt.

## Episodenliste
| 1 | 2. September 2016  | Liveshow | Tag 1: Das Abenteuer startet                                     | 205 Min. | 178 Min. |
| Studiogäste: Natascha Ochsenknecht, Marcus von Anhalt, Joachim Witt, Mario Basler, Benjamin „Ben“ Tewaag, Cathy Lugner, Isa Jank, Jochen Bendel |                    |          |                                                                  |          |          |
| 2 | 3. September 2016  | TZF      | Tag 2: Ausraster und nackte Haut                                 | 112 Min. | 103 Min. |
| 3 | 4. September 2016  | TZF      | Tag 3: Geständnisse und Schläge                                  | 100 Min. | 084 Min. |
| 4 | 5. September 2016  | TZF      | Tag 4: Edona muss ausziehen                                      | 094 Min. | 078 Min. |
| 5 | 6. September 2016  | TZF      | Tag 5: Das Ehedrama um Cathy                                     | 102 Min. | 086 Min. |
| Studiogäste: Richard Lugner, Robin Bade |                    |          |                                                                  |          |          |
| 6 | 7. September 2016  | TZF      | Tag 6: Ehe-Aus bei Promi Big Brother?                            | 103 Min. | 084 Min. |
| 7 | 8. September 2016  | TZF      | Tag 7: Der Neue ist am Ende                                      | 104 Min. | 084 Min. |
| 8 | 9. September 2016  | Liveshow | Tag 8: Zeig her deine Beißerchen!                                | 188 Min. | 167 Min. |
| Studiogäste: Nino de Angelo, Dolly Dollar |                    |          |                                                                  |          |          |
| 9 | 10. September 2016 | TZF      | Tag 9: Völlerei, Alkoholexzesse und sexy Spielchen               | 100 Min. | 088 Min. |
| Studiogäste: Stephen Dürr |                    |          |                                                                  |          |          |
| 10 | 11. September 2016 | TZF      | Tag 10: Heiße Moves, Mobbereien und Bettgeflüster                | 106 Min. | 085 Min. |
| Studiogäste: Robin Bade |                    |          |                                                                  |          |          |
| 11 | 12. September 2016 | TZF      | Tag 11: Gefühlschaos bei Ben                                     | 103 Min. | 085 Min. |
| Studiogäste: Marcus von Anhalt |                    |          |                                                                  |          |          |
| 12 | 13. September 2016 | TZF      | Tag 12: Lästereien, neckische Narrheiten und sexy Po-Blitzer     | 100 Min. | 078 Min. |
| 13 | 14. September 2016 | TZF      | Tag 13: Hemmunglose Flirts, Fashion Victims und Seniorenpower    | 103 Min. | 081 Min. |
| Studiogäste: Isa Jank, Joachim Witt |                    |          |                                                                  |          |          |
| 14 | 15. September 2016 | TZF      | Tag 14: Explosive Parties, heiße Orgien und ganz viele Emotionen | 105 Min. | 082 Min. |
| Studiogäste: Frank Stäbler |                    |          |                                                                  |          |          |
| 15 | 16. September 2016 | Liveshow | Tag 15: Tränen, Freude und Konfetti                              | 189 Min. | 166 Min. |

## Einschaltquoten
Die höchste Zuschauerzahl in dieser Staffel (2,28 Mio.) wurde in der Einzugsshow am 2. September 2016 gemessen; die niedrigste (1,74 Mio.) am 10. September 2016. Zum Vergleich: Die höchste Zuschauerzahl der dritten Staffel lag bei 2,89 Mio. Zuschauer; die niedrigste bei 2,03 Mio. Zuschauer.
| Quotentabelle         | Quotentabelle   | Quotentabelle | Quotentabelle   | Quotentabelle   | Quotentabelle | Quotentabelle   | Quotentabelle   | Quotentabelle | Quotentabelle |
| Folge (gesamt)        | Folge (Staffel) | Zuschauer     | Zuschauer       | Zuschauer       | Marktanteil   | Marktanteil     | Marktanteil     | Quelle        |               |
| Folge (gesamt)        | Folge (Staffel) | Gesamt        | 14 bis 49 Jahre | 14 bis 59 Jahre | Gesamt        | 14 bis 49 Jahre | 14 bis 59 Jahre | Quelle        |               |
| --------------------- | --------------- | ------------- | --------------- | --------------- | ------------- | --------------- | --------------- | ------------- | ------------- |
| 46                    | 1               | 2,28 Mio.     | 1,18 Mio.       | 1,67 Mio.       | 9,9 %         | 15,4 %          | 13,7 %          | [ 12 ] [ 13 ] |               |
| 47                    | 2               | 1,84 Mio.     | 0,94 Mio.       | 1,35 Mio.       | 9,8 %         | 14,2 %          | 12,8 %          | [ 14 ] [ 15 ] |               |
| 48                    | 3               | 1,76 Mio.     | 0,87 Mio.       | 1,26 Mio.       | 9,0 %         | 11,3 %          | 10,8 %          | Teletext      |               |
| 49                    | 4               | 1,99 Mio.     | 1,00 Mio.       | 1,44 Mio.       | 10,7 %        | 14,0 %          | 13,2 %          | Teletext      |               |
| 50                    | 5               | 2,01 Mio.     | 0,91 Mio.       | 1,37 Mio.       | 11,5 %        | 13,1 %          | 12,9 %          | Teletext      |               |
| 51                    | 6               | 1,98 Mio.     | 0,89 Mio.       | 1,33 Mio.       | 11,7 %        | 13,4 %          | 13,2 %          | Teletext      |               |
| 52                    | 7               | 2,11 Mio.     | 1,05 Mio.       | 1,45 Mio.       | 12,4 %        | 16,0 %          | 14,8 %          | Teletext      |               |
| 53                    | 8               | 1,96 Mio.     | 0,90 Mio.       | –               | 8,2 %         | 11,0 %          | –               | Teletext      |               |
| 54                    | 9               | 1,74 Mio.     | 0,84 Mio.       | 1,19 Mio.       | 9,0 %         | 11,6 %          | 10,6 %          | Teletext      |               |
| 55                    | 10              | 1,86 Mio.     | 0,87 Mio.       | 1,26 Mio.       | 10,1 %        | 11,8 %          | 11,4 %          | Teletext      |               |
| 56                    | 11              | 1,84 Mio.     | 0,79 Mio.       | 1,20 Mio.       | 10,7 %        | 11,3 %          | 11,5 %          | Teletext      |               |
| 57                    | 12              | 2,03 Mio.     | 0,93 Mio.       | 1,37 Mio.       | 12,0 %        | 13,9 %          | 13,3 %          | Teletext      |               |
| 58                    | 13              | 1,79 Mio.     | 0,84 Mio.       | 1,17 Mio.       | 10,6 %        | 12,5 %          | 11,5 %          | Teletext      |               |
| 59                    | 14              | 2,04 Mio.     | 0,88 Mio.       | 1,42 Mio.       | 11,9 %        | 13,3 %          | 13,9 %          | Teletext      |               |
| 60                    | 15              | 2,06 Mio.     | 0,95 Mio.       | 1,48 Mio.       | 8,0 %         | 10,6 %          | 10,5 %          | Teletext      |               |
| Anmerkungen: 1. 2. 3. |                 |               |                 |                 |               |                 |                 |               |               |